# 小材直由
小材 直由（こざい なおよし、1969年1月29日 - ）は、日本の玩具コレクター、美術商、俳優、ジェロントロジスト、実業家。

## 経歴
出典
- 1991年3月 - 東洋大学経済学部卒業[2]
- 1991年4月 - 大正製薬株式会社入社
- 2012年4月 - 株式会社クラブヤマノフェイシャルガーデンコスメティクス入社 営業本部本部長
- 2013年6月 - 株式会社琥珀研究所byヤマノ 事業部長
- 2016年12月 - 株式会社琥珀肌 社外取締役（現任）
- 2017年2月 - 琥珀バイオテクノロジー株式会社 取締役
- 2018年12月 - FacePlus by Yamano AsiaPacific Pte.Ltd. Director（現任）
- 2020年 - 埼玉県富士見市に超合金展示室を開設[3]。ガラスケースの中に1000体のダイカスト製キャラクター玩具が並べられている[3]。一般見学はできないが、鑑定依頼に応じている[4][映像 1][映像 2][映像 3]。
- 2020年2月 - 琥珀バイオテクノロジー株式会社 常務取締役（現任）

## 人物
20代の頃から玩具の収集を始める。
日本の玩具会社工場が少なくなってきたことに危機感を覚えて、1970年以降に製作されたダイカスト製の玩具などの収集を始める。
超合金魂が発売された際に、WOWOW『ノンフィクションＷ 変身！合体！超合金！』でコレクション提供及び解説を行う。
以来、超合金鑑定士として国内、国外のマスメディアで活動を行う。

『開運!なんでも鑑定団』にはたびたび出演し、マジンガーZや勇者ライディーンの超合金コレクターとして登場する。数々のコレクションは北原照久から「これはちょっとした財産だな」と評されている
。

## 玩具・超合金コレクターとして
2020年、富士見市に『超合金鑑定室』を開設し、コレクションの保管・展示の他、鑑定依頼にも応じている。
河崎実、レイパー佐藤、大東賢らと交流を持ち、特撮映画を中心に俳優としても活動。『電エース』シリーズでは超合金に詳しい役柄で出演している。
超合金のコレクターは少年時代を過ごした1970年代のブームがきっかけである。初期に発売された超合金魂シリーズのマジンガーZ（BANDAI SPIRITs）を27歳で購入したことがきっかけで、再び収集をはじめ、コレクターは現在3000体を超えている
南カリフォルニア大学ジェロントロジストとして美齢学指導員としての活動を行なっている。また琥珀の研究開発を行う琥珀バイオテクノロジー株式会社の経営にも携わっている。

## メディア出演
| 番組名                                  | 放送日         | 放送局       | 出典          |
| --------------------------------------- | -------------- | ------------ | ------------- |
| ノンフィクションＷ 変身！合体！超合金！ | 2010年8月16日  | WOWOW        | [ 16 ]        |
| 電エース刑事                            |                | テレビ東京系 | [ 17 ]        |
| 淘宝直播                                | 2019年11月17日 | TOKYO MX     | [ 18 ]        |
| 開運!なんでも鑑定団                     | 2020年2月4日   | テレビ東京系 | [ 9 ] [ 19 ]  |
| 開運!なんでも鑑定団                     | 2022年3月1日   | テレビ東京系 | [ 10 ] [ 20 ] |
| 開運!なんでも鑑定団                     | 2022年7月3日   | テレビ東京系 | [ 21 ]        |

| 作品                                                 | 役          | ASIN            | 出典   |
| ---------------------------------------------------- | ----------- | --------------- | ------ |
| 電エース60                                           | 電 三十八郎 |                 |        |
| ファイナルスピリット～もし君がヒーローだったら～     |             |                 | [ 22 ] |
| 燃えよエクスペンダブルズ～今度のイケメンは手強いぞ～ |             | ASIN B098WM6MQH |        |
| クラッシャー嬢～クラッシャーの夜明け                 |             |                 | [ 16 ] |

| 番組名                       | 放送日          | 放送局         | 出典   |
| ---------------------------- | --------------- | -------------- | ------ |
| 吉田照美のてるてるワイド     |                 | 文化放送       | [ 16 ] |
| 林寛子のラブリーアイランド   | 2019年7月7日    | 八王子エフエム | [ 23 ] |
| 新井光一のラジオの時間ですよ |                 | エフエム京都   | [ 16 ] |
| 小材直由のマニア経済学       | 2023年3月4日 -  | 発するFM       | [ 24 ] |
| 小材直由のアニメNOW！        | 2025年2月11日 - | 発するFM       | [ 25 ] |

| 掲載元                | 記事名                                                                               | 掲載日         | 出典                 |
| --------------------- | ------------------------------------------------------------------------------------ | -------------- | -------------------- |
| MADURO                | [LIFE]いつまでも若々しいパパでママでいるために…SDGs的に『琥珀』で 家族の若さを守る！ | 2020年2月26日  | [ 26 ]               |
| MADURO                | 2021年1月号「超合金おもちゃ博士の小材直由さんに聞いた！」                            | 2020年11月25日 | [ 27 ] [ 28 ]        |
| 夕刊フジ              | The情報源「琥珀で健康長寿」                                                          | 2020年3月10日  | [ 29 ]               |
| 東京新聞              | 懐かしの超合金ロボ 箱付き、ずらり８００個 富士見市の「玩具鑑定家」小材直由さん       | 2020年11月12日 | [ 5 ]                |
| BLUSH Celebs Magazine | 表紙／Action Star Sonny Chiba completely fell in love!                               | 2022年4月23日  | [ 30 ] [ 31 ] [ 32 ] |
| Hobby Watch           | 俳優・超合金コレクターの小材直由さんが「超合金鑑定室」をオープン！                   | 2022年5月10日  | [ 33 ]               |

### 映像
1. ↑  【ボクらの玩具】超合金鑑定士、小材直由さん登場!!コレクションのルーツ!!幻の激レア初期のマジンガーZの外箱から1期の本体など…ポピーの超合金の魅力が詰まってました。 - YouTube
2. ↑  【ボクらの玩具】ポピー超合金の貴重な物から違いまで深い知識に脱帽当時物のグレンダイザーやゴレンジャーにロボコンから偽物まで…ギッシリ詰まったポピー棚は状態良好品の当時物!!素晴らしいコレクションです。 - YouTube
3. ↑  【ボクらの玩具】合金玩具はポピーだけじゃない!!所有する関係玩具は2000個以上?!タカトク、クローバー、タケミ、サクラ、など当時の貴重な合金玩具を見せて頂きました。ダイケンゴーは重量感ヤバいです。 - YouTube